# Deaf West Theatre
Das Deaf West Theatre ist eine gemeinnützige Kunstorganisation mit Sitz in Los Angeles. Es ist vor allem für seine für den Tony Award nominierten Produktionen Big River und Spring Awakening bekannt.
Geleitet wird das Deaf West Theatre vom künstlerischen Leiter DJ Kurs.

## Geschichte
Das 1991 von Ed Waterstreet, dem Gründungsdirektor und künstlerischen Leiter, gegründete Deaf West Theatre bietet Künstlern und Publikum beispiellose Theatererlebnisse, die von der Gehörlosenkultur und der Ausdruckskraft der Gebärdensprache inspiriert sind. Das Deaf West Theatre hat sich Innovation, Zusammenarbeit und Ausbildung verschrieben und ist die künstlerische Brücke zwischen der Welt der Gehörlosen und der Welt der Hörenden. Die Produktionen von Deaf West werden traditionell in amerikanischer Gebärdensprache aufgeführt und gleichzeitig mit einer Sprachübersetzung versehen, sodass sie sowohl für gehörlose als auch für hörende Zuschauer zugänglich sind. Deaf West hat auch Workshops für gehörlose Jugendliche aus unterprivilegierten Gemeinden abgehalten und junge gehörlose Menschen unterstützt, die eine Karriere in der Kunst anstreben. Seit 2012 wird Deaf West von DJ Kurs, dem künstlerischen Leiter, geleitet.
Zu den gehörlosen Schauspielern, die mit dem Deaf West Theatre zusammengearbeitet haben, gehören Troy Kotsur, Phyllis Frelich, Daniel Durant, Marlee Matlin und Alexandria Wailes.

## Produktionen
Zu den bemerkenswerten vergangenen Produktionen gehören Our Town von Thornton Wilder in einer Koproduktion mit dem Pasadena Playhouse; Edward Albee's At Home at the Zoo in einer Koproduktion mit dem The Wallis Annenberg Center for the Performing Arts; Spring Awakening, das von Inner-City Arts ins Wallis Annenberg und dann an den Broadway wechselte, wo es drei Tony-Award-Nominierungen erhielt, darunter Best Revival; American Buffalo, das als Los Angeles Times Critic’s Choice ausgezeichnet wurde; Cyrano, eine Koproduktion mit dem Fountain Theatre, die mit dem Los Angeles Drama Critics Circle Award für herausragende Produktion ausgezeichnet wurde; Big River, das zwei Tony Award|Tony-Award-Nominierungen erhielt (darunter Best Revival), Pippin, produziert im Mark Taper Forum in einer Koproduktion mit der Center Theatre Group; Oliver!, welches den Ovation Award für das beste Musical erhielt und A Streetcar Named Desire, das mit dem Ovation Award für das beste Theaterstück ausgezeichnet wurde.

## Auszeichnungen und Nominierungen
| Jahr | Auszeichnung                            | Produktion                    | Kategorie                                       | Nominiert                                       | Resultat  |
| ---- | --------------------------------------- | ----------------------------- | ----------------------------------------------- | ----------------------------------------------- | --------- |
| 2021 | Ovation Awards                          | The Solid Life of Sugar Water | Best Production of a Play (Intimate Theatre)    | Best Production of a Play (Intimate Theatre)    | Nominiert |
| 2021 | Ovation Awards                          | The Solid Life of Sugar Water | Scenic Design (Intimate Theatre)                | Sean Fanning                                    | Nominiert |
| 2016 | Tony Awards                             | Spring Awakening              | Best Revival of a Musical                       | Best Revival of a Musical                       | Nominiert |
| 2016 | Tony Awards                             | Spring Awakening              | Best Direction of a Musical                     | Michael Arden                                   | Nominiert |
| 2016 | Tony Awards                             | Spring Awakening              | Best Lighting Design of a Musical               | Ben Stanton                                     | Nominiert |
| 2015 | Ovation Awards                          | Spring Awakening              | Best Production of a Musical (Intimate Theater) | Best Production of a Musical (Intimate Theater) | Gewonnen  |
| 2015 | Ovation Awards                          | Spring Awakening              | Best Production of a Musical (Large Theater)    | Best Production of a Musical (Large Theater)    | Gewonnen  |
| 2015 | Ovation Awards                          | Spring Awakening              | Acting Ensemble of a Musical                    | Acting Ensemble of a Musical                    | Gewonnen  |
| 2015 | Ovation Awards                          | Spring Awakening              | Director of a Musical                           | Michael Arden                                   | Gewonnen  |
| 2015 | Ovation Awards                          | Spring Awakening              | Choreography                                    | Spencer Liff                                    | Gewonnen  |
| 2015 | Ovation Awards                          | Spring Awakening              | Lighting Design (Large Theater)                 | Ben Stanton                                     | Gewonnen  |
| 2015 | Ovation Awards                          | Spring Awakening              | Lead Actor in a Musical                         | Austin P. McKenzie                              | Nominiert |
| 2015 | Ovation Awards                          | Spring Awakening              | Lead Actress in a Musical                       | Sandra Mae Frank                                | Nominiert |
| 2015 | Ovation Awards                          | Spring Awakening              | Featured Actor in a Musical                     | Andy Mientus                                    | Nominiert |
| 2015 | Ovation Awards                          | Spring Awakening              | Featured Actress in a Musical                   | Krysta Rodriguez                                | Nominiert |
| 2015 | Ovation Awards                          | Spring Awakening              | Music Direction                                 | Jared Stein                                     | Nominiert |
| 2015 | Ovation Awards                          | Spring Awakening              | Lighting Design (Intimate Theater)              | Travis Hagenbuch                                | Nominiert |
| 2015 | Ovation Awards                          | Spring Awakening              | Scenic Design (Large Theater)                   | Dane Laffrey                                    | Nominiert |
| 2015 | Ovation Awards                          | Spring Awakening              | Sound Design (Intimate Theater)                 | Phillip Allen                                   | Nominiert |
| 2015 | Ovation Awards                          | Spring Awakening              | Video/Projection Design                         | Lucy Mackinnon                                  | Nominiert |
| 2012 | LA Drama Critics Circle Awards          | Cyrano                        | Best Play                                       | Best Play                                       | Gewonnen  |
| 2012 | LA Drama Critics Circle Awards          | Cyrano                        | Best Actor                                      | Troy Kotsur                                     | Gewonnen  |
| 2010 | LA Weekly Theater Awards                | Children of a Lesser God      | Leading Female Performance                      | Shoshannah Stern                                | Nominiert |
| 2010 | LA Weekly Theater Awards                | Children of a Lesser God      | Best Ensemble                                   | Best Ensemble                                   | Nominiert |
| 2008 | BackStage West Garland Awards           | Sleeping Beauty Wakes         | Best Production                                 | Best Production                                 | Nominiert |
| 2008 | BackStage West Garland Awards           | Sleeping Beauty Wakes         | Choreography                                    | Jeff Calhoun                                    | Nominiert |
| 2008 | BackStage West Garland Awards           | Sleeping Beauty Wakes         | Sound Design                                    | Eric Snodgrass                                  | Nominiert |
| 2007 | Ovation Awards                          | Sleeping Beauty Wakes         | Best World Premiere Musical                     | Best World Premiere Musical                     | Gewonnen  |
| 2007 | Ovation Awards                          | Sleeping Beauty Wakes         | Best Musical Direction                          | Brendan Milburn                                 | Gewonnen  |
| 2006 | Helen Hayes Awards                      | Big River                     | Outstanding Musical Direction                   | Nick DeGregorio                                 | Nominiert |
| 2006 | Helen Hayes Awards                      | Big River                     | Outstanding Director                            | Jeff Calhoun                                    | Nominiert |
| 2006 | Helen Hayes Awards                      | Big River                     | Outstanding Lead Actor                          | Christopher B. Corrigan                         | Nominiert |
| 2006 | Helen Hayes Awards                      | Big River                     | Outstanding Lead Actor                          | Michael McElroy                                 | Nominiert |
| 2006 | Helen Hayes Awards                      | Big River                     | Outstanding Lead Actor                          | Bill O’Brien                                    | Nominiert |
| 2006 | Helen Hayes Awards                      | Big River                     | Outstanding Resident Musical                    | Outstanding Resident Musical                    | Nominiert |
| 2005 | Ovation Awards                          | Big River                     | Best Production of a Musical (Intimate Theater) | Best Production of a Musical (Intimate Theater) | Gewonnen  |
| 2005 | Ovation Awards                          | Big River                     | Director of a Musical                           | Jeff Calhoun                                    | Gewonnen  |
| 2005 | Ovation Awards                          | Big River                     | Choreography                                    | Jeff Calhoun                                    | Gewonnen  |
| 2005 | Ovation Awards                          | Big River                     | Musical Direction                               | Steven Landau                                   | Gewonnen  |
| 2005 | Ovation Awards                          | Big River                     | Scenic Design (Intimate Theater)                | Ray Klausen                                     | Gewonnen  |
| 2005 | Ovation Awards                          | Big River                     | Lighting Design (Intimate Theater)              | Michael Gilliam                                 | Gewonnen  |
| 2005 | Ovation Awards                          | Big River                     | Best Touring Production                         | Best Touring Production                         | Gewonnen  |
| 2005 | Independent Reviewers of New England    | Big River                     | Special Citation for Landmark Revival           | Special Citation for Landmark Revival           | Gewonnen  |
| 2005 | Independent Reviewers of New England    | Big River                     | Best Sound Design, Large Company                | Peter Fitzgerald                                | Gewonnen  |
| 2005 | Independent Reviewers of New England    | Big River                     | Best Set Design, Large Company                  | Ray Klausen                                     | Nominiert |
| 2005 | Independent Reviewers of New England    | Big River                     | Best Lighting Design, Large Company             | Michael Gilliam                                 | Nominiert |
| 2005 | Independent Reviewers of New England    | Big River                     | Best Actor, Large Company                       | Daniel Jenkins                                  | Nominiert |
| 2005 | Independent Reviewers of New England    | Big River                     | Best Actor, Large Company                       | Michael McElroy                                 | Nominiert |
| 2005 | Denver Post Ovation Awards              | Big River                     | Best Touring Production                         | Best Touring Production                         | Gewonnen  |
| 2005 | Denver Post Ovation Awards              | Big River                     | Best Actor                                      | Tyrone Giordano                                 | Gewonnen  |
| 2005 | Denver Post Ovation Awards              | Big River                     | Best Actor                                      | Daniel Jenkins                                  | Nominiert |
| 2005 | Denver Post Ovation Awards              | Big River                     | Best Supporting Actor                           | David Aron Dumane                               | Gewonnen  |
| 2005 | Denver Post Ovation Awards              | Big River                     | Best Supporting Actor                           | Kia Glover                                      | Nominiert |
| 2005 | LA Drama Critics Circle Awards          | Big River                     | Best Production                                 | Best Production                                 | Gewonnen  |
| 2005 | SFBA Theatre Critics Circle             | Big River                     | Best Musical (Touring)                          | Best Musical (Touring)                          | Nominiert |
| 2004 | Tony Awards                             | Big River                     | Honor for Excellence                            | Broadway cast of Big River                      | Gewonnen  |
| 2004 | Tony Awards                             | Big River                     | Best Revival of a Musical                       | Best Revival of a Musical                       | Nominiert |
| 2004 | Tony Awards                             | Big River                     | Best Featured Actor in a Musical                | Michael McElroy                                 | Nominiert |
| 2004 | Drama Desk Awards                       | Big River                     | Outstanding Revival of a Musical                | Outstanding Revival of a Musical                | Nominiert |
| 2004 | Drama Desk Awards                       | Big River                     | Outstanding Actor in a Musical                  | Michael McElroy                                 | Nominiert |
| 2004 | Drama Desk Awards                       | Big River                     | Outstanding Actor in a Musical                  | Tyrone Giordano                                 | Nominiert |
| 2004 | Drama Desk Awards                       | Big River                     | Outstanding Director of a Musical               | Jeff Calhoun                                    | Nominiert |
| 2004 | Drama League                            | Big River                     | Distinguished Production of a Revival           | Distinguished Production of a Revival           | Nominiert |
| 2002 | Ovation Awards                          | Big River                     | Best Production                                 | Best Production                                 | Gewonnen  |
| 2002 | Ovation Awards                          | Big River                     | Best Director                                   | Jeff Calhoun                                    | Gewonnen  |
| 2002 | Ovation Awards                          | Big River                     | Best Choreographer                              | Jeff Calhoun                                    | Gewonnen  |
| 2002 | Ovation Awards                          | Big River                     | Best Musical Director                           | Steven Landau                                   | Gewonnen  |
| 2002 | Ovation Awards                          | Big River                     | Best Set Design                                 | Ray Klausen                                     | Gewonnen  |
| 2002 | Ovation Awards                          | Big River                     | Best Lighting Design                            | Michael Gilliam                                 | Gewonnen  |
| 2002 | Ovation Awards                          | Big River                     | Best Lead Actor                                 | Bill O’Brien                                    | Nominiert |
| 2002 | Ovation Awards                          | Big River                     | Best Lead Actor                                 | James Black                                     | Nominiert |
| 2002 | Ovation Awards                          | Big River                     | Best Featured Actor                             | Troy Kotsur                                     | Nominiert |
| 2002 | Ovation Awards                          | Big River                     | Best Costume Design                             | David Zyla                                      | Nominiert |
| 2002 | Ovation Awards                          | Big River                     | Best Sound Design                               | Bill O’Brien                                    | Nominiert |
| 2002 | Valley Theatre League                   | Big River                     | Best Musical                                    | Best Musical                                    | Gewonnen  |
| 2002 | Valley Theatre League                   | Big River                     | Best Director                                   | Jeff Calhoun                                    | Gewonnen  |
| 2002 | Valley Theatre League                   | Big River                     | Best Choreographer                              | Jeff Calhoun                                    | Gewonnen  |
| 2002 | Valley Theatre League                   | Big River                     | Best Musical Director                           | Steven Landau                                   | Gewonnen  |
| 2002 | Valley Theatre League                   | Big River                     | Best Actor                                      | Tyrone Giordano                                 | Gewonnen  |
| 2002 | Valley Theatre League                   | Big River                     | Best Supporting Actor                           | Troy Kotsur                                     | Gewonnen  |
| 2002 | Valley Theatre League                   | Big River                     | Best Actress                                    | Melissa van der Schyff                          | Gewonnen  |
| 2002 | Valley Theatre League                   | Big River                     | Best Supporting Actress                         | Deanne Bray                                     | Gewonnen  |
| 2002 | Valley Theatre League                   | True West                     | Best Revival Drama                              | Best Revival Drama                              | Nominiert |
| 2002 | Valley Theatre League                   | True West                     | Best Actor                                      | Troy Kotsur                                     | Nominiert |
| 2002 | Valley Theatre League                   | True West                     | Best Actor                                      | Bill O’Brien                                    | Nominiert |
| 2001 | LA Weekly Theatre Awards                | Big River                     | Best Director of a Musical                      | Jeff Calhoun                                    | Gewonnen  |
| 2001 | LA Weekly Theatre Awards                | Big River                     | Best Musical                                    | Best Musical                                    | Nominiert |
| 2001 | LA Weekly Theatre Awards                | Big River                     | Best Musical Ensemble                           | Best Musical Ensemble                           | Nominiert |
| 2001 | LA Drama Critics Circle Awards          | Big River                     | Best Production                                 | Best Production                                 | Gewonnen  |
| 2001 | LA Drama Critics Circle Awards          | Big River                     | Best Director                                   | Jeff Calhoun                                    | Gewonnen  |
| 2001 | LA Drama Critics Circle Awards          | Big River                     | Best Musical Director                           | Steven Landau                                   | Gewonnen  |
| 2001 | LA Drama Critics Circle Awards          | Big River                     | Best Set Design                                 | Ray Klausen                                     | Gewonnen  |
| 2001 | LA Drama Critics Circle Awards          | Big River                     | Best Choreography                               | Jeff Calhoun                                    | Gewonnen  |
| 2001 | LA Drama Critics Circle Awards          | Big River                     | Best Adaptation                                 | Best Adaptation                                 | Nominiert |
| 2001 | Backstage West Garland Awards           | Big River                     | Best Musical                                    | Best Musical                                    | Gewonnen  |
| 2001 | Backstage West Garland Awards           | Big River                     | Best Director of a Musical                      | Jeff Calhoun                                    | Gewonnen  |
| 2001 | Backstage West Garland Awards           | Big River                     | Best Musical Direction                          | Steven Landau                                   | Gewonnen  |
| 2001 | Backstage West Garland Awards           | Big River                     | Best Actor                                      | Bill O’Brien                                    | Gewonnen  |
| 2001 | Backstage West Garland Awards           | Big River                     | Best Actor                                      | Tyrone Giordano                                 | Gewonnen  |
| 2001 | Backstage West Garland Awards           | Big River                     | Best Set Design                                 | Ray Klausen                                     | Gewonnen  |
| 2001 | Entertainment Today Ticketholder Awards | Big River                     | Outstanding Production                          | Outstanding Production                          | Gewonnen  |
| 2001 | Entertainment Today Ticketholder Awards | Big River                     | Best New Discovery                              | Tyrone Giordano                                 | Gewonnen  |
| 2001 | Entertainment Today Ticketholder Awards | Big River                     | Best Supporting Actor                           | Troy Kotsur                                     | Nominiert |
| 2001 | Entertainment Today Ticketholder Awards | Big River                     | Best Supporting Actor                           | Lyle Kanouse                                    | Nominiert |
| 2001 | Entertainment Today Ticketholder Awards | Big River                     | Best Director                                   | Jeff Calhoun                                    | Nominiert |
| 2001 | Entertainment Today Ticketholder Awards | Big River                     | Best Ensemble Cast                              | Best Ensemble Cast                              | Nominiert |
| 2001 | Robby Awards                            | Big River                     | Best Director                                   | Jeff Calhoun                                    | Nominiert |
| 2001 | Robby Awards                            | Big River                     | Best Actor                                      | Tyrone Giordano                                 | Nominiert |
| 2001 | Robby Awards                            | Big River                     | Best Set Design                                 | Ray Klausen                                     | Nominiert |
| 2001 | Robby Awards                            | Road to Revolution            | Best Drama                                      | Best Drama                                      | Nominiert |
| 2001 | Robby Awards                            | Road to Revolution            | Best Actress                                    | Phyllis Frelich                                 | Nominiert |
| 2001 | Robby Awards                            | Road to Revolution            | Best Actress                                    | Deanne Bray                                     | Nominiert |
| 2001 | Robby Awards                            | Road to Revolution            | Best Playwright                                 | Mark Medoff                                     | Nominiert |
| 2001 | Robby Awards                            | Road to Revolution            | Best Director                                   | Mark Medoff                                     | Nominiert |
| 2001 | Robby Awards                            | Road to Revolution            | Best Lighting Design                            | Steven Wallace                                  | Nominiert |
| 2001 | Valley Theatre League                   | Road to Revolution            | Best Actress                                    | Phyllis Frelich                                 | Gewonnen  |
| 2001 | Valley Theatre League                   | Road to Revolution            | Best Stage Manager                              | Meredith Greenburg                              | Gewonnen  |
| 2000 | Ovation Awards                          | Oliver!                       | Best Musical                                    | Best Musical                                    | Gewonnen  |
| 2000 | Ovation Awards                          | Oliver!                       | Best Director                                   | Jeff Calhoun                                    | Gewonnen  |
| 2000 | Ovation Awards                          | Oliver!                       | Best Choreographer                              | Brian-Paul Mendoza                              | Gewonnen  |
| 2000 | Ovation Awards                          | Oliver!                       | Best Adaptation/Translation                     | Best Adaptation/Translation                     | Nominiert |
| 2000 | Ovation Awards                          | Oliver!                       | Best Actor                                      | George McDaniel                                 | Nominiert |
| 2000 | Ovation Awards                          | Oliver!                       | Best Featured Actor                             | Harris Doran                                    | Nominiert |
| 2000 | Ovation Awards                          | Oliver!                       | Best Featured Actor                             | Troy Kotsur                                     | Nominiert |
| 2000 | Ovation Awards                          | Oliver!                       | Best Featured Actress                           | Antoinette Abbamonte                            | Nominiert |
| 2000 | Ovation Awards                          | Oliver!                       | Best Featured Actress                           | Carol Kline                                     | Nominiert |
| 2000 | Ovation Awards                          | Oliver!                       | Best Lighting Design                            | Michael Gilliam                                 | Nominiert |
| 2000 | Ovation Awards                          | A Streetcar Named Desire      | Best Director                                   | Deborah LaVine                                  | Nominiert |
| 2000 | Ovation Awards                          | A Streetcar Named Desire      | Best Actress                                    | Suanne Spoke                                    | Nominiert |
| 2000 | Ovation Awards                          | A Streetcar Named Desire      | Best Set Design                                 | Robert Steinberg                                | Nominiert |
| 2000 | Ovation Awards                          | A Streetcar Named Desire      | Best Lighting Design                            | Ken Booth                                       | Nominiert |
| 2000 | Ovation Awards                          | A Streetcar Named Desire      | Best Sound Design                               | Bill O’Brien                                    | Nominiert |
| 2000 | Ovation Awards                          | A Streetcar Named Desire      | Best Play                                       | Best Play                                       | Gewonnen  |
| 2000 | Ovation Awards                          | A Streetcar Named Desire      | Best Adaptation/Translation                     | Best Adaptation/Translation                     | Gewonnen  |
| 2000 | LA Weekly Theatre Awards                | A Streetcar Named Desire      | Best Actress                                    | Suanne Spoke                                    | Nominiert |
| 2000 | LA Weekly Theatre Awards                | A Streetcar Named Desire      | Best Set Design                                 | Robert Steinberg                                | Nominiert |
| 2000 | Valley Theatre League                   | A Streetcar Named Desire      | Best Revival Drama                              | Best Revival Drama                              | Gewonnen  |
| 2000 | Valley Theatre League                   | A Streetcar Named Desire      | Best Actor in a Drama                           | Troy Kotsur                                     | Gewonnen  |
| 2000 | Valley Theatre League                   | A Streetcar Named Desire      | Best Actress in a Drama                         | Suanne Spoke                                    | Gewonnen  |
| 2000 | Valley Theatre League                   | A Streetcar Named Desire      | Best Director                                   | Deborah LaVine                                  | Gewonnen  |
| 2000 | Valley Theatre League                   | A Streetcar Named Desire      | Best Set Design                                 | Robert Steinberg                                | Gewonnen  |
| 2000 | Valley Theatre League                   | Oliver!                       | Best Musical                                    | Best Musical                                    | Gewonnen  |
| 2000 | Valley Theatre League                   | Oliver!                       | Best Director of a Musical                      | Jeff Calhoun                                    | Gewonnen  |